# 有玉台
有玉台（ありたまだい）は静岡県浜松市中央区の町名。現行行政地名は有玉台一丁目から有玉台四丁目。住居表示実施済み。

## 地理
有玉台は浜松市中央区北中部の町名。北で半田山、北東の河川上の一点で半田町で、南で有玉西町、 西で初生町と接する。町内は主に住宅地からなり、半田山、浜名区内野台、同染地台等から連なる市内北部の比較的新しい住宅地を形成している。
なお、最近造成された有玉台一丁目および三丁目に比べると、造成から四半世紀以上を経過した二丁目および四丁目では住民の高齢化による空洞化が始まっている。

### 河川
- 染地川

## 歴史
以前は有玉西町の一部であったが、1990年代終盤頃になり有玉団地の周辺が分離し、有玉台となった。

### 沿革
- 2001年（平成13年）3月1日 - 住居表示の実施に伴い、有玉西町の一部を分割して有玉台一丁目～有玉台四丁目を新設（二丁目及び四丁目は半田町の一部を含む）。

## 世帯数と人口
2018年（平成30年）12月1日現在の世帯数と人口は以下の通りである。
| 丁目         | 世帯数    | 人口    |
| ------------ | --------- | ------- |
| 有玉台一丁目 | 241世帯   | 630人   |
| 有玉台二丁目 | 509世帯   | 1,274人 |
| 有玉台三丁目 | 340世帯   | 864人   |
| 有玉台四丁目 | 284世帯   | 673人   |
| 計           | 1,374世帯 | 3,441人 |

## 小・中学校の学区
市立小・中学校に通う場合、学区は以下の通りとなる。
| 丁目         | 番・番地等 | 小学校             | 中学校             |
| ------------ | ---------- | ------------------ | ------------------ |
| 有玉台一丁目 | 全域       | 浜松市立有玉小学校 | 浜松市立積志中学校 |
| 有玉台二丁目 | 全域       | 浜松市立有玉小学校 | 浜松市立積志中学校 |
| 有玉台三丁目 | 全域       | 浜松市立有玉小学校 | 浜松市立積志中学校 |
| 有玉台四丁目 | 全域       | 浜松市立有玉小学校 | 浜松市立積志中学校 |

## 施設
- 常葉大学浜松キャンパス（浜松大学）有玉グラウンド
- 有玉団地

## その他

### 日本郵便
- 郵便番号 : 431-3126[3]（集配局：積志郵便局[7]）。

### 警察
町内の警察の管轄区域は以下の通りである。
| 番・番地等 | 警察署       | 交番・駐在所 |
| ---------- | ------------ | ------------ |
| 全域       | 浜松東警察署 | 積志交番     |